# باري إنغلاند
باري إنغلاند (بالإنجليزية: Barry England)‏ (16 مارس 1932، لندن في المملكة المتحدة - 21 مايو 2009)؛ كاتب مسرحي وروائي بريطاني.
من رواياته «أشخاص في منظر طبيعي» عام 1968.

## روابط خارجية
- باري إنغلاند على موقع قاعدة بيانات برودواي على الإنترنت (الإنجليزية)